# Supercoupe d'Algérie masculine de handball
Le Supercoupe d'Algérie masculine de handball est un tournoi de handball créé le 5 septembre 2015 par la Fédération algérienne de handball, principale instance du handball en Algérie.
En principe, cette Supercoupe oppose le champion d'Algérie au vainqueur de la Coupe d'Algérie

## Palmarès
| Édition | Vainqueur                   | Finaliste                   | Score                       | Lieu                                    |
| ------- | --------------------------- | --------------------------- | --------------------------- | --------------------------------------- |
| 2015    | JSE Skikda                  | CRB Baraki                  | 22 – 21                     | Salle Harcha Hassen, Alger              |
| 2016    | GS pétroliers               | MC Saida                    | 36 – 28ap                   | La Coupole, Alger                       |
| 2017    | CR Bordj Bou Arreridj       | GS pétroliers               | 35 – 33ap                   | Salle Harcha Hassen, Alger              |
| 2018    | GS pétroliers               | ES Aïn Touta                | 25 – 23                     | Salle OMS, Maghnia                      |
| 2019    | CR Bordj Bou Arreridj       | GS pétroliers               | 29 – 26                     | La Coupole, Alger                       |
| 2020    | Annulé, à cause du Covid-19 | Annulé, à cause du Covid-19 | Annulé, à cause du Covid-19 | Annulé, à cause du Covid-19             |
| 2021    | JS Saoura                   | JSE Skikda                  | 23 – 22                     | Palais des sports Hamou-Boutlélis, Oran |
| 2022    | ES Aïn Touta                | MC Alger                    | 29 – 24                     | La salle multisports - Tichy, Béjaia    |
| 2023    | ES Aïn Touta                | OM Annaba                   | 29 – 24                     | Salle Harcha Hassen, Alger              |

## Tableau d'honneur
| Rang | Club                  | Finales gagnées | Finales gagnées | Finales perdues | Finales perdues  |
| Rang | Club                  | Nombre          | Années          | Nombre          | Années           |
| ---- | --------------------- | --------------- | --------------- | --------------- | ---------------- |
| 1    | MC Alger              | 2               | 2016, 2018      | 3               | 2017, 2019, 2022 |
| 2    | ES Aïn Touta          | 2               | 2022, 2023      | 1               | 2018             |
| 3    | CR Bordj Bou Arreridj | 2               | 2017, 2019      | 0               | -                |
| 4    | JSE Skikda            | 1               | 2015            | 1               | 2021             |
| 5    | JS Saoura             | 1               | 2021            | 0               | -                |
| 6    | CRB Baraki            | 0               | -               | 1               | 2015             |
| 6    | MC Saida              | 0               | -               | 1               | 2016             |
| 6    | OM Annaba             | 0               | -               | 1               | 2023             |

Rq : MC Alger (ex GS pétroliers).

## Détails édition par édition

### Supercoupe 2015
Pour cette première édition, la Jeunesse sportive espérance de Skikda s'impose à l'arraché face au Chabab Riadi Baladiat Baraki 22 à 21, :
| 5 septembre 2015 18h00 | JSE Skikda | 22 - 21 | CRB Baraki | Salle Harcha Hassen, Alger |
| 5 septembre 2015 18h00 | (12 - 10)  |         |            | Salle Harcha Hassen, Alger |

Effectifs
- JSE Skikda : 
  - Joueurs : Daifi, Ydri, Boukhmis, Saker, Boudjebah, Baboueche, Haouchentef, Laib, Ahsened, Boulahsa, Djebrouni, Mouats, Abdelli, Haïchour.
  - Entraîneur : Dehili Farouk

- CRB Baraki :
  - Kerbouche, Bousmal, Boukhatem, Makhlouf, Oulmane, Laggoun, Boughazi, Hadjaidji, Guezlane, Zouaoui, Ailane, Benadjemiel, Djehiche, Cheikh, Bouhal, Abdi.
  - Entraîneur : Bechkour Abdelkrim

### Supercoupe 2016
En 2016, le GS pétroliers domine le MC Saïda 36 à 28 :
| 9 septembre 2016 18h00 | GS pétroliers | 36 - 28 | MC Saïda | La Coupole, Alger |
| 9 septembre 2016 18h00 | (19 - 15)     |         |          | La Coupole, Alger |

### Supercoupe 2017
Cette 3e édition s'est déroulée le samedi 7 octobre 2017 à 19h00  dans la Salle Harcha Hassen à Alger.
Le CR Bordj Bou Arreridj s'est imposé 35-33 après prolongation (mi-temps 14-14, 30-30 à la fin du temps réglementaire) face au GS pétroliers.

### Supercoupe 2018
En 2018, le GS pétroliers remporte sa deuxième supercoupe en disposant de l'Entente sportive d'Aïn Touta sur le score de 25 à 23.

### Supercoupe 2019
Cette 5e édition s'est déroulée le 29 septembre 2019 La Coupole et a opposé le CR Bordj Bou Arreridj, sacré champion d'Algérie pour la première fois de son histoire, et le GS pétroliers, vainqueur de la Coupe.
Si le GSP a mené au score une bonne partie du match grâce, notamment, aux nombreux arrêts réalisés par son gardien, Boukhatem, la physionomie de la rencontre a changé dans le money-time et le CRBBA a su profiter du passage à vide du GSP pour prendre l'avantage pour finalement s'imposer sur le score de 29 à 26.

### Supercoupe 2021
La Supercoupe 2021 oppose, le vendredi 15 octobre 2021 au Palais des sports Hamou-Boutlélis à Oran, la JSE Skikda, champion 2020, à la JS Saoura, qualifié en tant que vice-champion puisque la coupe d'Algérie n'a pas été disputée.
La JS Saoura s'impose 23 à 22 (mi-temps 12-11) devant la JSE Skikda.

### Supercoupe 2022
En 2022, l'ES Aïn Touta, champion d'Algérie, remporte sa première supercoupe en disposant de la Mouloudia Club d'Alger, vainqueur de la Coupe, sur le score de 29 à 24.